# 南華中國
南華中國有限公司 （港交所：0413） ，從華盛玩具換取上市，在1992年，被南華集團收購後，當時更名為南華工業有限公司。
現在除了生產、設計玩具等外，還涉足中國房地產及農產業基地業務。曾把華盛玩具分拆在新加坡上市，那時是在1996年，但現在私有化，也收購了耐力國際股權，但在2007年出售股權。
直至2007年，把持有的瀋陽大發廣場控股權，予給南華置地，2007年8月21日開始更名。
南華中國與信和置業各佔中央廣場30%及70%權益的，瀋陽的星光大道廣場。